# Oh, Pretty Woman
Oh, Pretty Woman är en sång som Roy Orbison skrev ihop med Bill Dees, och spelade in och släppte på singel i augusti 1964, med "Yo Te Amo Maria" som B-sida. Låten blev en hit, och toppade Billboard Hot 100 i tre veckor från den 26 september 1964. I oktober 1964 hade singeln sålt guld i USA. Den är med i filmen Pretty Woman från 1990.
Låten är listad på plats 224 i magasinet Rolling Stones lista The 500 Greatest Songs of All Time. Sedan 2007 finns inspelningen bevard av USA:s kongressbiblioteks National Recording Registry.

## Listplaceringar
| Lista (1964)   | Position              |
| -------------- | --------------------- |
| Finland        | 6                     |
| Flandern       | 1                     |
| Frankrike      | 8                     |
| Irland         | 1                     |
| Norge          | 1                     |
| Kanada         | 1                     |
| Storbritannien | 1                     |
| Sverige        | 1 (Kvällstoppen)      |
| Sverige        | 1 (Tio i topp)        |
| USA            | 1 (Billboard Hot 100) |
| Vallonien      | 3                     |
| Västtyskland   | 1                     |